# Zdravilno jabolko
Zdravilno jabolko je slovenska ljudska pravljica. Avtor je neznan, saj se je prenašala po ustnem izročilu. Zapisal jo je Josip Freuensfeld Radinski, izšla pa je v knjigi Slovenske narodne pravljice (izbral in uredil Alojzij Bolhar) leta 1972 pri založbi Mladinska knjiga. Kot samostojna knjiga je izšla leta 1979, prav tako pri založbi Mladinska knjiga.

## Povzetek vsebine
Zgodba govori o kralju, ki je imel tri sinove. V visoki starosti je zbolel in bil tik pred smrtjo. Tudi najbolši zdravniki mu niso mogli pomagati. Nekega dne pa ga obišče berač, ki mu pove, da ga lahko ozdravi zdravilno jabolko. Po to jabolko pa naj pošlje svoje tri sinove. Kralj res pokliče svoje tri sinove in jim naroči naj se podajo na pot po zdravilno jabolko. Kdor mu prinese zdravilno jabolko bo nasledil kraljestvo. Starejša sinova tega nista bila vesela, saj sta se raje zabavala po veselicah. Nasprotno pa je bil najmlajši sin novice vesel, ker bo tako lahko oče ozdravel. Vsi se istega dneva odpravijo od doma, vsak na svojo stran. Čez nekaj tednov pride najstarejši sin v neobljudeno in pusto dežel in sreča starega berača. Berač ga prosi za kakšen dar. Kraljevič mu vrže drobiž, kruha pa mu ni hotel dati. Zatem ga je kraljevič vprašal kam mora iti, da bo prišel do zdravilnega jabolka. Berač ga napoti naprej in mu naroči, da se mora, ko dobi jabolko, takoj vrniti nazaj domov. Po dolgi hoji le pride do vrta z jablano, na kateri je bilo le eno jabolko. Takoj ko utrga jabolko začuti nenadno utrujenost in se zato uleže pod jablano. Hitro se mu približa berač, ki mu vzame jabolko, se dotakne veje in jabolko se spet prime drevesa. Z majhno vejico pa se dotakne kraljeviča, ki se spremeni v črnega vrana. Tri dni se je drugemu sinu zgodilo enako kot prvemu. Zopet čez tri dni je bil na isti poti tretji, najmlajši sin. Ko ta sreča berača, mu brez vprašanja ponudi cekin in kos kruha. Berač mu pove, da je na pravi poti in mu veli enako kot starejšima bratoma. Tretji sin naposled prispre do vrta z jablano. Utrga edino jabolko na jablani in začuti prav takšno utrujenost kot brata. Kraljevič že hoče leči pod drevo, ko nad seboj zagleda dva črna vrana. Pomisli na svoja brata in bolnega očeta, zbere vse moči in se odpravi z vrta. Pred vrtom sreča berača, ki mu veli, naj se sedaj pa le spočije. Da mu tudi vejico, s katero naj se po očetovi ozdravitvi dotakne dveh črnih vranov, ki bosta priletela na dvorišče. Ko se kraljevič prebudi, zagleda pred seboj očetov grad. Menil je, da so bile vse le sanje, nato pa v svoji roki zagleda jabolko. Odhiti do očeta in mu izroči zdravilno jabolko. Ko kralj poje jabolko, ta takoj vstane iz postelje. Najmlajši sin odhiti pred grad, kjer z dotikom palčke spremeni vrana nazaj v svoja starejša brata. Ćeprav sta bila brata nekoliko potrta, ker je kralj postal njun mlajši brat, je na gradu zavladalo veselje.

## Analiza
- avtor: neznan, saj se je prenašala z ustnim izročilom
- pripovedovalec: tretjeosebni
- književne osebe: kralj/oče, berač, trije sinovi/kraljeviči, služabnik
- književni čas: neznan (lahko kadarkoli)
- književni prostor: grad in vrt v neznani deželi
- pravljična števila: tri (tri sinovi, tri dni med kraljevičevimi obiski vrta)
- konec: srečen (kralj ozdravi in starejša brata sta rešena)

## Liki
V celotni pravljici nastopa šest oseb in ključni predmet zdravilno jabolko. 
- Kralj/Oče - na smrt bolan vdovec s tremi sinovi.
- Berač - pove kralju za zdravilno jabolko in nato tudi usmerja brate pri iskanju le tega.
- Najstarejši sin - odhod na pot mu ni bila všeč, saj se je raje skupaj s svojim bratom zabaval. Naloge mu ne uspe izpeljati do konca.
- Srednji sin - kot njegovemu starejšemu bratu, mu naloga ni bila po godu. Tudi njemu ne uspe prinesti zdravilnega jabolka očetu.
- Najmlajši sin - vesel je novice, da lahko pomaga očetu ozdraveti. Očetu tudi prinese zdravilno jabolko in reši svoja starejša brata.
- Služabnik - zanika, da bi bil berač pri kralju in s tem postavi vprašanje, če je bil berač res pri kralju.

- Zdravilno jabolko - ključni predmet celotne pravljice. Najprej je predstavljen kot zdravilo za na smrt bolnega kralja. Kasneje je jabolko usodno za oba starejša kraljeviča, na koncu pa odrešilno za bolnega očeta.

## Navezovanje na druge pravljice
Pravljica ima z drugimi ljudskimi in avtorskimi pravljicami veliko skupnih značilnosti. Ena izmed njih je pojavljanje treh bratov oziroma očeta in njegovih treh sinov. To značilnost lahko zasledimo v nasledjih pravljicah:
- S kačo se je oženil,
- Kako je mladenič po kopni zemlji prijadral po nevesto,
- Zlata ptica,
- Tekma za bajtico,
- O zlatih jabolkih,
- O treh bratih,
- Kralj in njegovi trije sinovi, ...

## Izdaje
Pravljica je izšla kot samostojna knjiga, večkrat pa je bila izdana tudi v različnih zbirkah pravljic.
- Zdravilno jabolko, slovenska ljudska pravljica, Ljubljana, Mladinska knjiga, 1979
- Jana Unuk: Slovenske pravljice, Ljubljana, Nova revija, 2002
- Novak Bogdan: Slovenske narodne pravljice, Ljubljana, Karantanija, 2001
- Alojzij Bolhar: Slovenske narodne pripovedke, Ljubljana, Mladinska knjiga, 1981
- Alojzij Bolhar: Slovenske narodne pravljice, Ljubljana, Mladinska knjiga, 1972
- Alojzij Bolhar: Slovenske narodne pravljice, Ljubljana, Mladinska knjiga, 1989
- Kristina Brenkova: Slovenske ljudske pripovedke, Ljubljana, Mladinska knjiga, 1980